# مصلوب (ترانه آرمی آو لاورز)
«مصلوب» (به انگلیسی: Crucified) ترانه‌ای از گروه سوئدی آرمی آو لاورز است که در سال ۱۹۹۱ در دومین آلبوم استودیویی‌شان با نام  اوردوز تجملات بیش از حد منتشر شد. «مصلوب» در ماه می ۱۹۹۲ در قالب تک‌آهنگی از آن آلبوم روانهٔ بازار شد که تبدیل به بزرگ‌ترین موفقیت آرمی آو لاورز شد. تک‌آهنگ در زمان انتشارش در بلژیک صدرنشین اولتراتاپ شد و در آلمان، سوئد، اتریش و سوئیس جزو ۱۰ تای برتر چارت‌های فروش موسیقی بود. «مصلوب» در ایالات متحده به آهنگ مورد علاقهٔ ایستگاه‌های رادیویی و کلوپ‌ها تبدیل شد و تا ردهٔ ششم جدول دنس کلاب مجلهٔ بیلبورد صعود کرد.
در سال ۲۰۱۳ آرمی آو لاورز نسخهٔ حدیدی از ترانه را با عنوان «مصلوب ۲۰۱۳» منتشر کردند.

## محتوا
در نگاه اول به نظر می‌رسد «مصلوب» صرفاً یک آهنگ مناسب رقص با تمپوی بالا و یک کُر تکراری باشد. اما نگاهی دقیق‌تر به اشعار، کاوشی صریح در مفاهیمی هم‌چون جنسیت، مذهب و قدرت را نشان می‌دهد. سطرهای آغازین، «این یک راز است / و من نمی‌گویم / من تو را به صلیب می‌کشم / پسر / من تو را به صلیب چهار میخ می‌کنم» حال و هوای آنچه در پیش است را مشخص می‌کند. در ادامه اشعار به‌صورت متناوب بین عناصر اغواگری جنسی («من تو را زنده خواهم خورد»)، نمادنگاری مذهبی («تو یک شاهکار هستی / و من تو را با قرمز خونین رنگ می‌کنم») و مناسبات قدرت بین راوی و سوژه‌اش («تو مسئول هستی تا وقتی که من بگویم نیستی») حرکت می‌کند. جملهٔ تکرار شوندهٔ «مصلوب شده‌ام، مثل ناجی‌ام به صلیب کشیده شده‌ام» نشان می‌دهد که راوی با عیسی و رنج او همذات پنداری می‌کند. او مایل است زندگی معنوی و درستی داشته باشد همان‌طور که در سطر «منش پرهیزکارانه، یک عمر دعا کردم» اشاره شده‌است. علی‌رغم این میل، راوی به کاستی‌ها و گناهانش واقف است و سطر «من عمیق‌ترین تاریکی‌ها را دیده‌ام و با خدایان کشتی گرفته‌ام» به همین موضوع اشاره دارد.
علیرغم ماهیت جسورانه و تحریک‌آمیز اشعار، اعضای آرمی آو لاورز در مورد مفهوم اشعار «مصلوب» سکوت کرده‌اند. برخی از طرفداران محتوای ترانه را در مورد بی‌دی‌اس‌ام یا دیگر اعمال جنسی جایگزین دانسته‌اند در حالی که برخی دیگر آن را تفسیری بر تعصب مذهبی تعبیر کرده‌اند.

## ویدیو
موزیک ویدئوی «مصلوب» که توسط فردریک بوکلوند و مارتین پرسون کارگردانی شده در یک قلعهٔ تاریخی واقع در اسویه‌دالا فیلمبرداری شد. در یک صحنه از ویدئو، اعضای گروه در حال رژه از کنار پرترهٔ کارل گوستاف شانزدهم نشان داده می‌شوند. در پاییز ۱۹۹۱ «مصلوب» یکی از پربازدیدترین ویدیوها در ام‌تی‌وی اروپا بود. این ویدیو در ماه می ۲۰۱۶ در یوتیوب منتشر شد و تا فوریهٔ ۲۰۲۳ بیش از ۱۴ میلیون بازدید گرفت.

## موقعیت در چارت‌های موسیقی
| چارت (۱۹۹۱)                            | بالاترین جایگاه |
| -------------------------------------- | --------------- |
| استرالیا (ARIA)                        | ۵۶              |
| اتریش (او۳ تاپ ۴۰ اتریش)               | ۳               |
| بلژیک (اولتراتاپ ۵۰ فلاندرز)           | ۱               |
| بلژیک (اولتراتاپ ۵۰ والونیا)           | ۴               |
| اروپا (یوروچارت هات ۱۰۰)               | ۱۴              |
| فرانسه (SNEP)                          | ۲۲              |
| آلمان (GFK)                            | ۵               |
| یونان (IFPI)                           | ۲               |
| هلند (Dutch Top 40)                    | ۲               |
| هلند (۱۰۰ تک‌آهنگ برتر)                 | ۳               |
| اسپانیا (AFYVE)                        | ۸               |
| سوئد (Sverigetopplistan)               | ۸               |
| سوئیس (Schweizer Hitparade)            | ۶               |
| جدول تک‌آهنگ‌های بریتانیا (آفیشال چارتس) | ۴۷              |

| چارت (۱۹۹۲)                                           | بالاترین جایگاه |
| ----------------------------------------------------- | --------------- |
| جدول تک‌آهنگ‌های بریتانیا (آفیشال چارتس)                | ۳۱              |
| جدول‌های تک‌آهنگ‌ها و آلبوم‌های رقص بریتانیا (میوزیک ویک) | ۴۲              |
| ایالات متحدهٔ آمریکا Dance Club Songs (بیلبورد)        | ۶               |
| ایالات متحدهٔ آمریکا فروش تک‌آهنگ‌های رقص (بیلبورد)      | ۶               |

| چارت (۲۰۱۴)                                          | بالاترین جایگاه |
| ---------------------------------------------------- | --------------- |
| ایالات متحدهٔ آمریکا Dance Club Songs (بیلبورد)       | ۱۸              |
| ایالات متحدهٔ آمریکا ترانه‌های رقص/الکترونیک (بیلبورد) | ۴۵              |

| چارت (۱۹۹۱)                     | جایگاه |
| ------------------------------- | ------ |
| هلند (۱۰۰ تک‌آهنگ برتر سال ۱۹۹۱) | ۲۵     |

| چارت (۱۹۹۲)                | جایگاه |
| -------------------------- | ------ |
| اتریش (برترین‌های سال ۱۹۹۲) | ۲۵     |
| اروپا (یوروچارت هات ۱۰۰)   | ۸۳     |